# Дерепівка
Дере́півка —  село в Україні, у Менській міській громаді Корюківського району Чернігівської області. Населення становить 5 осіб. До 2016 орган місцевого самоврядування — Блистівська сільська рада.

## Історія
12 червня 2020 року, відповідно до розпорядження Кабінету Міністрів України № 730-р «Про визначення адміністративних центрів та затвердження територій територіальних громад Чернігівської області», увійшло до складу Менської міської громади.
19 липня 2020 року, в результаті адміністративно-територіальної реформи та ліквідації Менського району, село увійшло до складу Корюківського району.